# Lyness
Lyness è un villaggio sulla costa orientale dell'isola di Hoy, nelle Isole Orcadi, in Scozia. Il villaggio si trova nella parrocchia di Walls e Flotta, e si trova alla confluenza delle strade B9047 e B9048.
Durante gli anni '20, Lyness fu per un breve periodo sede del quartier generale della società di recupero dei metallo "Cox and Danks" per la Hochseeflotte, autoaffondata dai tedeschi il 21 giugno 1919 durante l'armistizio.
Durante la seconda guerra mondiale fu sede sede della HMS Proserpine, la principale base per la flotta navale stanziata a Scapa Flow.
Oggi, un traghetto per auto roll-on/roll-off della Orkney Ferries collega l'isola con Longhope su South Walls, con l'isola di Flotta a Scapa Flow, e con Houton su Mainland.